# Parafodina goniosema
Parafodina goniosema là một loài bướm đêm trong họ Noctuidae.